# Atlético Ledesma
O Atlético Ledesma é um clube argentino de futebol fundado em 2 de dezembro de 1928  pela Empresa Ledesma S.A.A.I com o nome de Clube Atlético Ingenio Ledesma.   Na instituição deu seus primeiros passos como futebolista o internacional com a Selecção Argentina, Ariel El Burrito Ortega.

## Partidas históricas
- Torneo Nacional 1977,  7 de janeiro de 1978: Atlético Ledesma 1-0 Independiente de Avellaneda.
- Torneo Nacional 1978, 17 de dezembro de 1978: Estudiantes de La Plata 1-4 Atlético Ledesma.

## Dados do clube
- Participações em Torneios de AFA: 24
  - Torneos Nacionales (Primera División) (5): 1976, 1977, 1978, 1979, 1984.
  - Torneos Regionales (11): 1975, 1976, 1977, 1978, 1979, 1981, 1982, 1983, 1984 ,1985, 1985/86.
  - Torneos del Interior (4): 1986/87, 1988, 1988/89, 1990/91.
  - Torneos Argentino B (3): 2004, 2004/05, 2005/06.
  - Copa de la República (1): 1944

## Títulos
- Campeão Torneos Regionales  (1976, 1977, 1978, 1979, 1984).[6]
- Vice-campeão  Torneo del Interior 1988/89.
- Participou de 5 Torneos Nacionales (Primera División) 1976, 1977, 1978, 1979, 1984.

## Estádio Trapiche Azucarero
O estádio do Club Atlético Ledesma denomina-se "Trapiche Azucarero" e tem uma capacidade para 20.000 espectadores. Foi inaugurado em 1964 e encontra-se entre a rua 25 de Mayo e Avenida Las Palmeras (caminho de terra) do B° Ledesma.